# Orquestra de Macau
A Orquestra de Macau (em chinês:  澳門樂團; em inglês:  Macao Orchestra) é uma orquestra sinfónica profissional da Região Administrativa Especial de Macau, na República Popular da China. Foi fundada em 1983 como Orquestra de Câmara de Macau, na Academia de Música de São Pio X, pelo padre Áureo de Castro.
A orquestra já trabalhou com músicos de renome como Boris Berezovsky, Lang Lang, Yundi, Maria João Pires, Joshua Bell, Sarah Chang, e Akiko Suwanai, fazendo apresentações na China, Portugal e Espanha.